# UFC Fight Night: Stephens vs. Choi
UFC Fight Night: Stephens vs. Choi（ユーエフシー・ファイトナイト：スティーブンス・バーサス・チェ、別名UFC Fight Night 124）は、アメリカ合衆国の総合格闘技団体「UFC」の大会の一つ。2018年1月14日、ミズーリ州セントルイスのスコットトレード・センターで開催された。

## 大会概要
本大会ではジェレミー・スティーブンスとチェ・ドゥホによるフェザー級戦が組まれた。
キャリア6戦全勝のマット・フレボラがUFCデビュー。

## 試合結果

### アーリープレリム
第1試合 68.0kg契約 5分3R
○  マッズ・バーネル vs.  マイク・サンチアゴ ×
3R終了 判定3-0（29-28、29-28、29-28）
※バーネルの体重超過によりフェザー級から変更。
第2試合 女子ストロー級 5分3R
○  J.J.アルドリッチ vs.  ダニエル・テイラー ×
3R終了 判定3-0（29-28、29-28、29-28）
第3試合 女子フライ級 5分3R
○  ジェシカ・アイ vs.  カリンドラ・ファリア ×
3R終了 判定2-1（29-28、28-29、29-28）

### プレリミナリーカード
第4試合 バンタム級 5分3R
○  カン・ギョンホ vs.  ギド・カネッティ ×
1R 4:53 三角絞め
第5試合 女子バンタム級 5分3R
○  アイリーン・アルダナ vs.  タリタ・ベルナルド ×
3R終了 判定3-0（30-27、30-27、30-27）
第6試合 ライト級 5分3R
○  マルコ・ポーロ・レイエス vs.  マット・フレボラ ×
1R 1:00 KO（右ストレート）
第7試合 ライト級 5分3R
○  ジェームス・クラウス vs.  アレックス・ホワイト ×
3R終了 判定3-0（29-28、29-28、29-28）

### メインカード
第8試合 フェザー級 5分3R
○  ダレン・エルキンス vs.  マイケル・ジョンソン ×
2R 2:22 リアネイキッドチョーク
第9試合 ウェルター級 5分3R
○  カマル・ウスマン vs.  エミル・ミーク ×
3R終了 判定3-0（30-27、30-27、30-27）
第10試合 女子フライ級 5分3R
○  ジェシカ＝ローズ・クラーク vs.  ペイジ・ヴァンザント ×
3R終了 判定3-0（30-27、29-28、29-28）
第11試合 フェザー級 5分5R
○  ジェレミー・スティーブンス vs.  チェ・ドゥホ ×
2R 2:36 TKO（右フック→グランド肘打ち連打）

### 各賞
ファイト・オブ・ザ・ナイト： ジェレミー・スティーブンス vs. チェ・ドゥホ
パフォーマンス・オブ・ザ・ナイト： ダレン・エルキンス、マルコ・ポーロ・レイエス
各選手にはボーナスとして5万ドルが授与された。

### カード変更
負傷などによるカードの変更は以下の通り。